# Picherande
Picherande (auvergnatisch: Picharanda) ist eine französische Gemeinde mit 315 Einwohnern (Stand: 1. Januar 2022) im Département Puy-de-Dôme in der Region Auvergne-Rhône-Alpes (vor 2016 Auvergne). Sie gehört zum Arrondissement Issoire und zum Kanton Le Sancy (bis 2015 La Tour-d’Auvergne).

## Lage
Picherande liegt etwa 43 Kilometer südwestlich von Clermont-Ferrand. Das Gemeindegebiet wird vom Fluss Eau Verte durchquert, der hier auch noch Ruisseau de Neuffonds genannt wird. Umgeben ist Picherande von den Nachbargemeinden Chastreix im Norden und Nordwesten, Chambon-sur-Lac im Nordosten, Besse-et-Saint-Anastaise im Osten und Nordosten, Égliseneuve-d’Entraigues im Süden, Saint-Genès-Champespe im Südwesten sowie Saint-Donat im Westen und Nordwesten.

## Bevölkerungsentwicklung
| Jahr                       | 1962 | 1968 | 1975 | 1982 | 1990 | 1999 | 2006 | 2013 |
| Einwohner                  | 773  | 657  | 542  | 530  | 491  | 422  | 382  | 355  |
| Quellen: Cassini und INSEE |      |      |      |      |      |      |      |      |

## Sehenswürdigkeiten
- Kirche Saint-Quintien aus dem 12. Jahrhundert, Monument historique seit 1971

## Weblinks

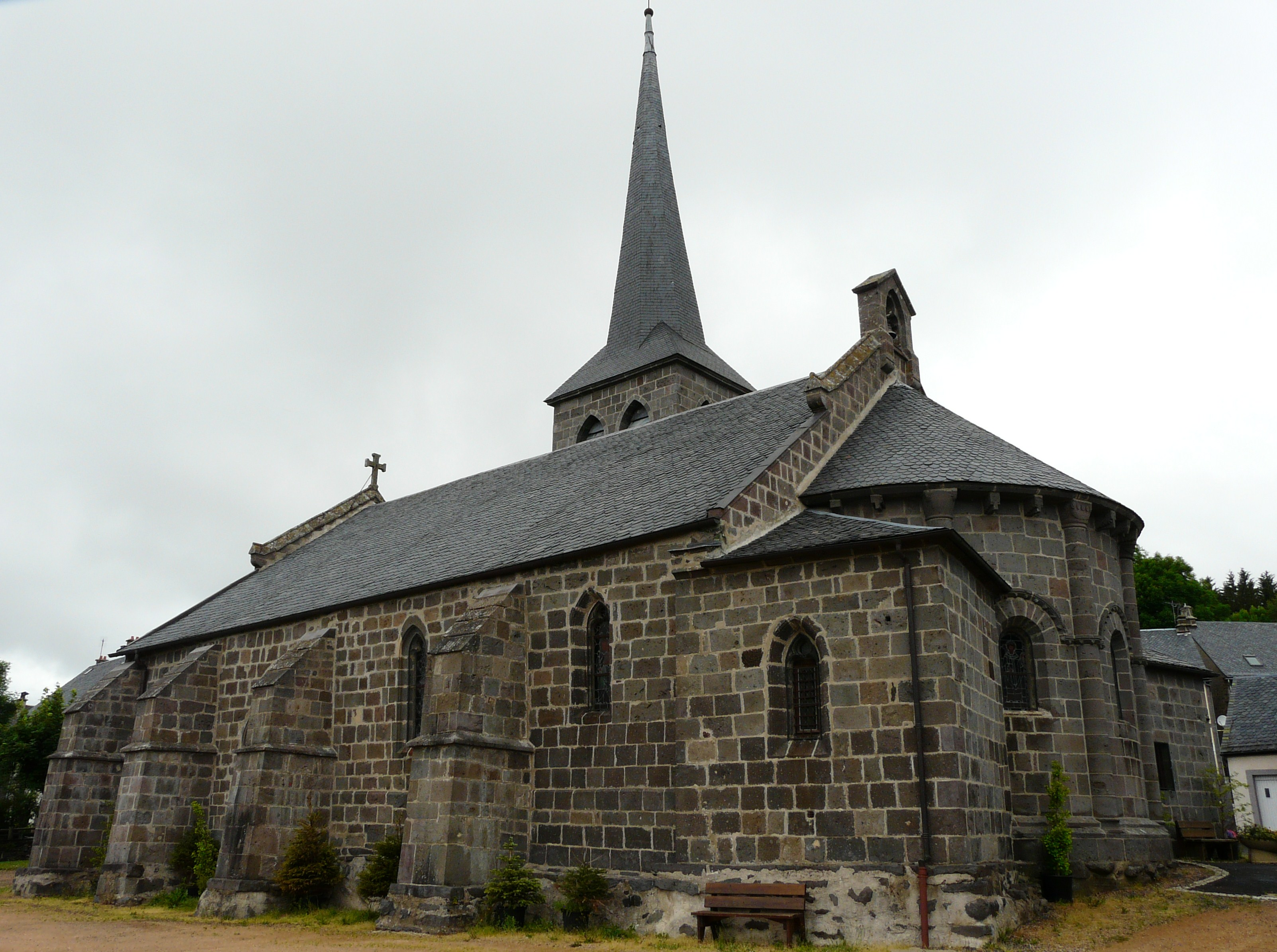
Kirche Saint-Quintien